# Воронцов Михайло Семенович
Миха́йло Семе́нович Воронцо́в (нар. 19 (30) травня 1782, Санкт-Петербург, Російська імперія — пом. 6 (18) листопада 1856, Одеса, Херсонська губернія, Російська імперія) — з 1823 — новоросійський генерал-губернатор та повноважний намісник Бессарабії (1823—1844), граф, генерал-фельдмаршал, генерал-ад'ютант; почесний член Петербурзької академії наук (1826); з 1845 року світліший князь, в 1844—1854 — намісник на Кавказі.
Сприяв господарському розвитку краю, розбудові Одеси та інших міст.
Син графа Семена Романовича Воронцова, російського посланника в Лондоні, і Катерини Олексіївни, уродженої Сенявіної. Його стриєм був канцлер Олександр Воронцов, а стрийною — Катерина Дашкова, очільниця Імператорської академії.
Дитинство і юність провів з батьком у Лондоні, де здобув освіту.
Відомий через особисті конфлікти з російським поетом Олександром Сергійовичем Пушкіним. У нього поет перебував під час заслання до Одеси. Пушкін написав проти графа Воронцова епіграму.

## Військова служба
Військову кар'єру розпочав у 1801 році в лейб-гвардії Преображенського полку, у званні поручика. У 1803—1804 роках воював на Кавказі, де брав участь в експедиції в Закатальську ущелину (1804). У вересні 1805 він бригад-майором під командуванням генерал-лейтенанта графа Толстого брав участь у блокаді фортеці Гамельн у шведській Померанії. Брав участь у битвах під Пултуськом, при Фрідланді, за що отримав звання полковника.
1809 року він командиром нарвського піхотного полку воював на Балканах проти Османської імперії. 1810 року отримав звання генерал-майора. У франко-російській війні 1812 року Воронцов був під командуванням князя Багратіона. Брав участь у битвах при Смоленську, Бородіно, Лейпцигу, Краонні, Парижі.
У 1815—1818 роках командував окупаційним корпусом у Франції.

## Губернатор і Бесарабський намісник

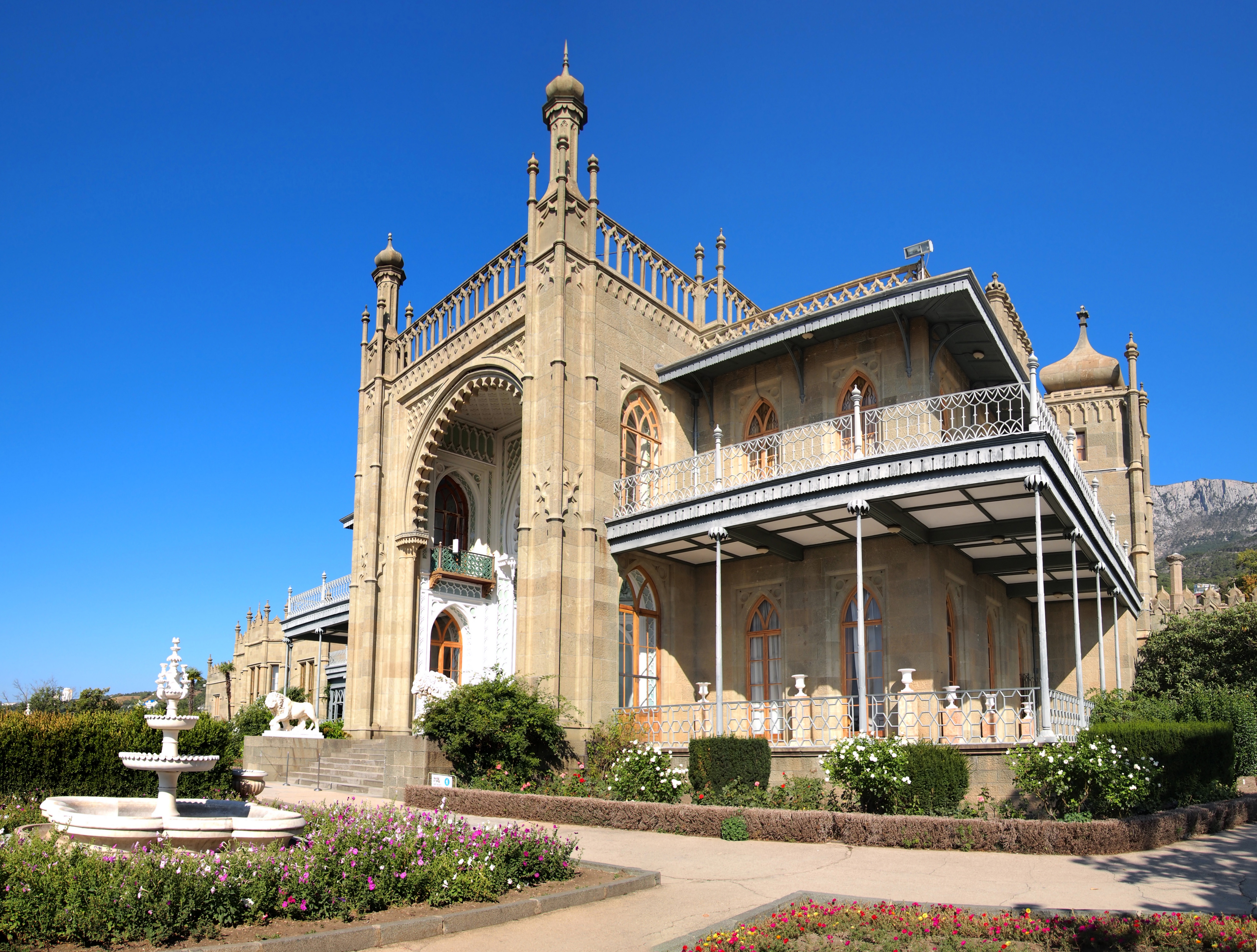
Південний фасад палацу в Алупці

7 травня 1823 призначений генерал-губернатором і повноважним намісником Бессарабської області. За порадою батька він ще до призначення почав скуповувати землі, серед них і колишні маєтки та сади Армана де Рішельє. Князь придбав у Херсонській губернії 27 тис. дес., у його маєтках у різних губерніях Новоросійського генерал-губернаторства, не рахуючи маєтків дружини, було 24 тис. душ.
1823 року вперше на Дніпрі побудував пароплав у власному маєтку в Мошнах. 1826 року домігся схвалення урядом плану заселення 20 тис. росіянами Бессарабської області. 24 травня 1826 року призначено членом Державної ради. У тому ж році був членом Верховного кримінального суду у справі декабристів. Разом з Олександром Рібоп'єром було послано до Аккерману для перемовин з османськими уповноваженими з приводу незгод, що виникли між Російською та Османською імперіями. 25 вересня 1826 року підписав Аккерманську конвенцію. 9 грудня 1826 року Воронцова було обрано почесним членом Імператорської академії наук. 
Воронцов зацікавився покладами вугілля у Бахмутському повіті Катеринославської губернії. Генерал-губернатор ретельніше почав контролювати видобуток корисних копалин і в його розпорядження 1827 року було відряджено гірничого чиновника з Луганського чавуноливарного заводу для визначення якості вугілля, відкритого в Таганрозькому градоначальстві. Напевно, саме тоді він почав вкладати власні кошти в цю галузь. З його ім’ям пов’язують і відкриття криворізької руди, пошуки якої 1835—1837 роках вів майстровий того ж заводу П.І.Кульшин, та будівництво асфальтного заводу на Керченському півострові.
При ньому ж в 1828 отримав початок пароплавство Чорним морем. Воронцов переконливо доводив, що Росія не зовсім ефективно використовує водні шляхи, зокрема для розширення торгівлі, і зайнявся облаштуванням на Чорному морі пароплавних рейсів між Одесою та Редут-Кале (Крим). 1829 року Комітет міністрів схвалив запропоноване генерал-губернатором перевезення вантажів водними шляхами, що спершу було використане у військових цілях. Під час війни з Османською імперією з 17 серпня до 28 вересня 1828 року керував облогою Варни, яка зрештою здалася. У кампанію 1829 року, завдяки сприянню Воронцова, війська, що діяли в Османській імперії, безупинно отримували необхідні запаси. Чума, занесена звідти, не проникла в глиб Російської імперії багато в чому завдяки енергійним заходам Воронцова. 1830 року генерал-губернатор придушив, викликаний нестерпними протичумними заходами бунт у Севастополі, під час якого було вбито військового губернатора М. О. Столипіна, карантинного інспектора й комісара. 
Розвивав Одесу, де відкрив Товариство сільського господарства Південної Росії. За його поданням, Міністерство фінансів, а потім і Комітет міністрів схвалили положення про відкриття в Одесі морської страхової контори, яка 1830 року перетворилася на страхову компанію. У Криму та південній Бессарабії розвивав виноробство, закупивши лозу у Франції та Італії. Багатьом зобов'язана йому і одна з найважливіших галузей тамтешньої промисловості - розведення тонкорунних овець. Репутацію М. С. Воронцова не похитнуло навіть звинувачення його Сенатом у сприянні відкупщикам винної монополії. 
Генерал-губернатор дбав про розширення мережі й реконструкції шляхів як ефективного засобу для поліпшення зв’язку з імперським центром, територіального наближення краю та економічної інтеграції його в загальноросійський простір. Державного значення набуло шосе на узбережжі півострова, прокладення якого було завершено ще 1829 року, зокрема на ділянках Сімферополь-Севастополь, Алушта-Сімферополь, Алушта-Сімеїз. Гірські шляхи прокладали військово-робітничі роти, одна з яких була сформована 1847 року, інша - 1850 року на кошти кримських татар.
За його губернаторства сталося 6-річне нашестя сарани. М. С. Воронцов 1836 року дійшов висновку, що Дунайському та Азовському козацьким військам необхідно дозволити торгівлю, чумацький та інші промисли. 1833 року за сприянням генерал-губернатора на березі Куяльницького лиману було споруджено перший санаторій.
Разом з тим там упередження стосовно кримськотатарської знаті, яку вважав недостатньо освіченою, щоби брати участь у нижчих земських судах. Лише 1835 року він змінив свою думку і дозволив мурзам брати участь у дворянських виборах до їхнього затвердження у дворянстві, вважаючи такий захід тимчасовим. 1836 року Воронцов не підтримав прагнення кримськотатарського духовенства закріпити за собою вакуфне майно в Криму. На переконання генерал-губернатора, духовенство мало спершу довести своє право на власність. Водночас проводив політику з навернення кримськи і ногайських татар у християнства, яка до 1841 року зазнала цілковитої невдачі.
1837 року Комітет міністрів схвалив пропозицію генерал-губернатора стосовно заснування Новоросійської компанії для виготовлення цукрового рафінаду на паях, власником якої був і сам Воронцов. 1838 року було налагоджено пароплавне сполучення між Овідіополем і Акерманом для торгівлі сіллю з бессарабських озер.  1839 році за поданням Воронцова в Одесі було створено окрему установу для управління портом, що мотивувалося зростанням закордонної й внутрішньої торгівлі, обсяг якої збільшили настільки, що контролювати її карантинний інспектор уже не міг. Для розширення мережі морської торгівлі та залучення до неї російських купців М. С. Воронцов звернувся до Міністерства фінансів із проханням виділити кошти на будівництво у Херсоні верфі з конторою для купців, які було надано у розмірі 150 тис. руб. З метою  транспортування солі, вугілля й хліба з його ініціативи було засновано Бердянський порт.
У жовтні 1843 році, М. С. Воронцов пропонував імператорові відмовитися від поділу жидів на корисних (“полезных”), до яких зараховували купців третьої гільдії, цехових ремісників, землеробів та міщан-власників, і некорисних (“бесполезных”) - рабинів та інших духовних наставників.
Приділяв увагу розвитку освіти та культури. За врядування М. С. Воронцова Одеса поступово перетворювалася на центр російської культури. Він ініціює публікацію в краї російськомовної періодики, зокрема 1827 року почав виходити “Одеський вестник - Journal d’Odessa” російською і французькою мовами. Зросійщенню краю сприяв і “Новороссийский календарь”, який до 1832 року видавала Академія наук. Після наполегливих клопотань Воронцова цей щорічник перейшов у відання канцелярії генерал-губернатора, а з 1839 року - Рішельєвського ліцею. Згодом почали регулярно друкуватися російськомовні літературні видання, кошти від. продажу яких йшли на придбання книжок для міської бібліотеки. Поступово в Одесі поруч із лавками з іноземною літературою з’явилися магазини з російськими книгами.
1831 року було засновано Одеський навчальний округ у складі Бессарабської, Катеринославської, Таврійської та Херсонської губерній, нові, херсонську й таврійську, єпархії з центром в Одесі (1837 року). За участю М. С. Воронцова було відкрито татарське відділення в Сімферопольській гімназії (1826 року), першу в Росії школу для жидів (1827 року), в якій викладалися традиційні релігійні юдейські і загальноосвітні предмети, школу садівництва (1842 рік).  Було засновано також школу торговельного мореплавства для підготовки шкіперів, штурманів та будівельників купецьких суден у Херсоні. Інформаційне забезпечення генерал-губернатора здійснював Одеський статистичний комітет (1835 рік).  
Широке культурне освоєння краю, якому передували військово-політичні заходи, здійснювалося шляхом відкриття музеїв, бібліотек, освітньо-навчальних закладів, наукових товариств, написання історичних досліджень. Воронцов ініціював заснування в Одесі міської публічної бібліотеки (1829 року) - другої в імперії після Санкт-Петербурзької за часом відкриття - і передав до неї 5 тис. томів власних книг. За сприяння М. С. Воронцова 1839 року було створене Одеське товариство історії і старожитностей, що діяло на всій території генерал-губернаторства. Дослідження історичного минулого краю також пов’язане з ініціативами М. С. Воронцова, зокрема тривав збір документів, що стосувалися Кримського ханства для обґрунтування його приєднання до Росії, увиразнення її місії як держави, що дбає про відновлення історичної справедливості, античних центрів культури. 
Сприяв розвитку мистецтв, зокрема підтримував молодого італійського художника Карло Боссолі.
В Алупці він побудував у 1828—1851 роках Воронцовський палац за проектом англійського архітектора Е. Блора, що спроектував Букінгемський палац у Лондоні.

## Кавказький намісник
27 грудня 1844 року Михайло Воронцов був призначений головнокомандувачем на Кавказі і кавказьким намісником. До Тіфлісу він прибув 24 березня 1845 року. Через тиждень наказав перебудувати тіфліський Маніж на театр, який було відкрито як російський театр 20 вересня 1845 року, директор його 1851 року було запрошено письменника Володимира Соллогуба. Також ініціював створення видань «Кавказького календаря» і «Кавказ» (видавався російською і вірменською мовами), які почали виходити 1845 і 1846 роках відповідно.
Невдовзі сформував патронатну мережу з кола військових, чиновників, його опорою серед місцевого населення були грузинські князівські роди, зокрема рід Орбеліані, і вірменське купецтво.
За похід у Дарго йому 6 серпня 1845 року було надано княже звання, незважаючи на мізерні успіхи та величезні втрати під час походу на Дарго й під час повернення від нього. Домовився з таврійським муфтієм Мустафою-ефенді, щоб той звернувся до повсталих мусульман Кавказу скласти зброю. Намагався перетягнути на свій бік Даніял-бека, впливового наїба Шаміля, але марно. Навпаки Даніял 1847 року підняв у колишньому Ілісуйському султанату повстання проти російської влади, яке втім було придушено. У відповідь Воронцов розпочав пересеелння місцевого населення Ілісуя, яке заміняв на більш лояльне. Воронцов повернувся до тактики Єрмолова стосовно підкорення північного Кавказу. 1848 року було захоплено дагестанські аули Гергебіль і Салти. За станом здоров'я покидає кавказьку компанію. 
Водночас заснував у Тифлісі особливу торгову поліцію. Вжиті заходи дозволили значно зменшити ціни на харчування, яке стали продавати самі виробники без посередництва перекупників. Дуже суворо карав намісник зловживання офіцерів, які погіршували становище нижніх чинів.
Разом з тим окрім військових дій став багато уваги приділяти дискредитації Шаміля, намаганню підкупити наїбів імамату, а також постійно звертався до повсталих аулів з обіцянками. Зміг перетягнути на свій бік прихильників Шаміля — Сулеймана-ефенді та Кунти Хаджу.
Велику увагу намісник приділив розвитку освіти на Кавказі. 1848 року завдяки Воронцову було засновано Кавказький учбовий округ, які об'єднав усі учбові заклади Північного Кавказу та Закавказзя. Того ж року було відкрито Тіфліську комерційну гімназію. У Катеринодарі відкрилася Кубанська вчительська семінарія, у Тифлісі – навчальний заклад св. Ніни для дівчат, в Андреанополі - повітове училище, у Ставрополі - жіночий пансіон та жіноче училище св. Олександри, в Кутаїсі - гімназія з пансіонатом, в Ерівані - жіноче благодійний навчальний заклад, а в Баку – школа для моряків. Для заохочення освіти серед місцевого населення в Тифлісі, Дербенті, Шуші та Єлизаветполі засновуються мусульманські училища.
У квітні 1849 року було відкрито Кавказький цензурний комітет. 1848 року також було створено Тифліську бібліотеку при канцелярії кавказького намісника. 1852 року було відкрито Тифліську публічну бібліотеку.
Також намагався сприяти розвитку сільського господарства регіону. Засновує Кавказьке товариство сільського
господарства. На власні кошти Воронцов вирощував та поширював виноградні лози та живці плодових дерев, а також тонкорунних овець та баранів. Кавказький намісник заохочував розвиток у краї ремесел та виробництва. Розпочалася розробка запасів кам'яного вугілля. Почав працювати срібноцинковий завод. Велику увагу приділяв Воронцов розвитку на Кавказі шляхів сполучення та впровадження сюди нових видів транспорту.
Будувалися дороги та мости. 1845 року було відкрито порт у Новоросійську. 1848 року засновано міст і порт Єйськ. Почалося регулярне пароплавне сполучення між кавказькими та кримськими портами. Поступово розвивалася міжнародна торгівля. У Єлизаветполі та Олександрополі засновуються щорічні ярмарки.
30 березня 1852 року імператор надав йому титул світлості. 1853 року через хворобу звільнився з усіх посад. 26 серпня 1856 року в День коронування Імператора Олександра II Воронцову йому було дане звання генерал-фельдмаршала.
Михайло Воронцов помер у Одесі 6 листопада 1856 року. Нащадки проживають в Америці й Україні (Вінницька область, місто Калинівка).

## Могила

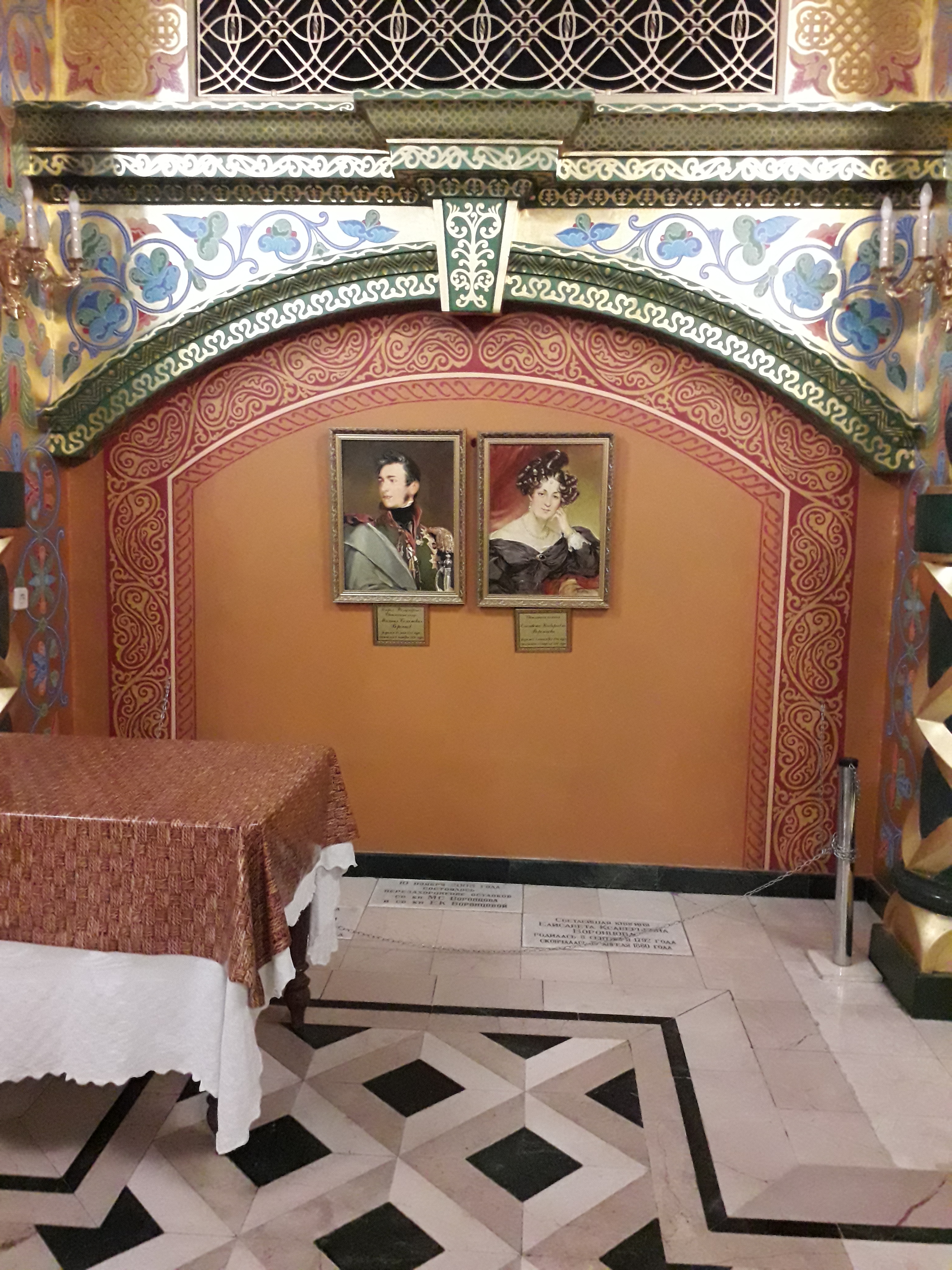
Надгробок родини Воронцових у Нижньому храмі Спасо-Преображенського собору

Михайла Воронцова і його дружину поховали в Одеському Спасо-Преображенському кафедральному соборі (Соборна площа). Собор був зруйнований в 1936 комуністами, а металева капсула із залишками Воронцова відкрита і розграбована. Зникла особиста зброя і нагороди. Прах князя Воронцова і його дружини пересічні одесити перепоховали таємно на Слобідському цвинтарі.
У 2005 Одеська міська рада ухвалила рішення про повернення праху Воронцових у відновлений Собор, вони перепоховані в нижньому Храмі під тим місцем верхнього Храму, де останки Воронцових покоїлися впродовж 80 років. Церемонія перепоховання відбулася 10 листопада 2005.

## Пам'ятники
Йому поставлені пам'ятники в Одесі та Бердянську.
Пам'ятник М. С. Воронцову у Тифлісі (Тбілісі) було встановлено на Воронцовській площі у 1867. Скульптор академік М. С. Піменов зробив макет пам'ятника, після його смерті роботу завершував його учень В. П. Крейтан. Архітектор Отто Симонсон. Це був перший пам'ятник в Грузії. Радянська влада знищила його в 1922, а площу перейменувала у площу Карла Маркса (у 1990-х площу знову перейменували, тепер вона Саарбрюкенська).
Пам'ятник в Одесі встановлено у 1863 (архітектор Франческо Боффо, скульптор Фрідріх Бруггер). Радянська влада намагалася знищити пам'ятник з допомогою трактору, але трос, який було накинуто на пам'ятник для його знищення розірвався. Пам'ятник князю стоїть на Соборній площі біля відновленого Одеського Спасо-Преображенського кафедрального собору, в якому він похований.
Вулиця Воронцовська у місті Херсоні.

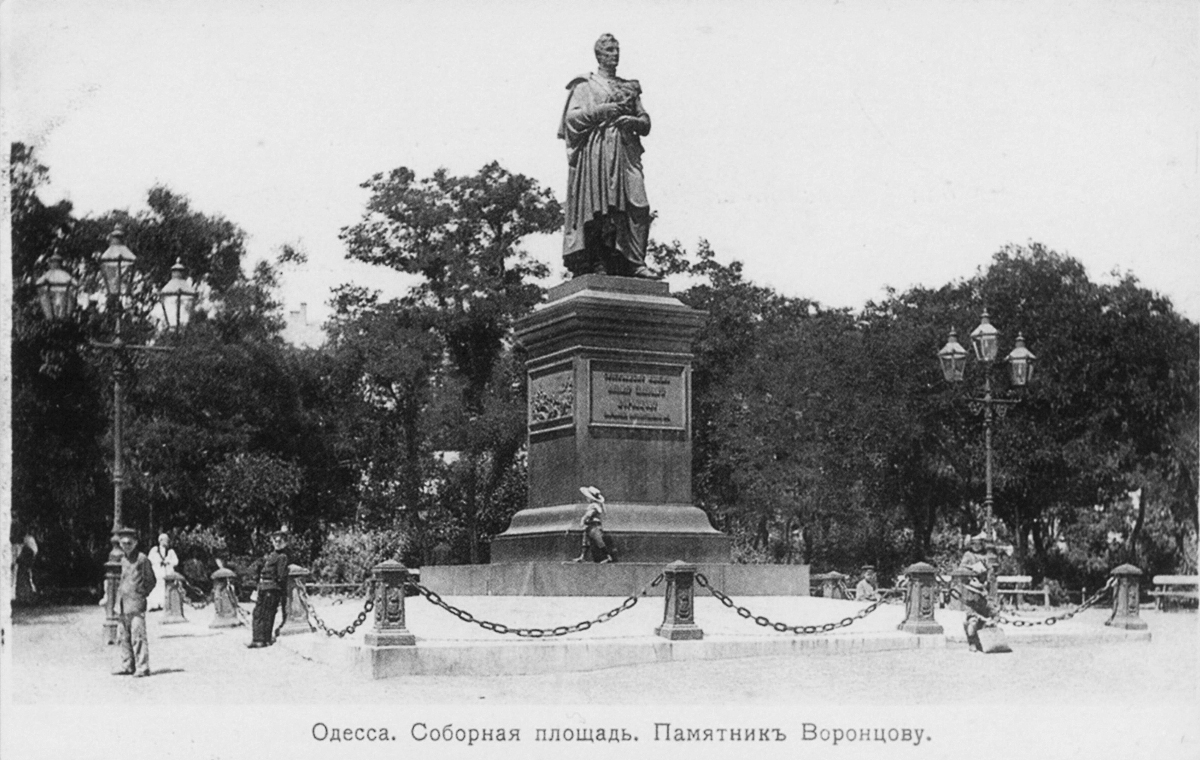
Пам'ятник князю Воронцову, Одеса
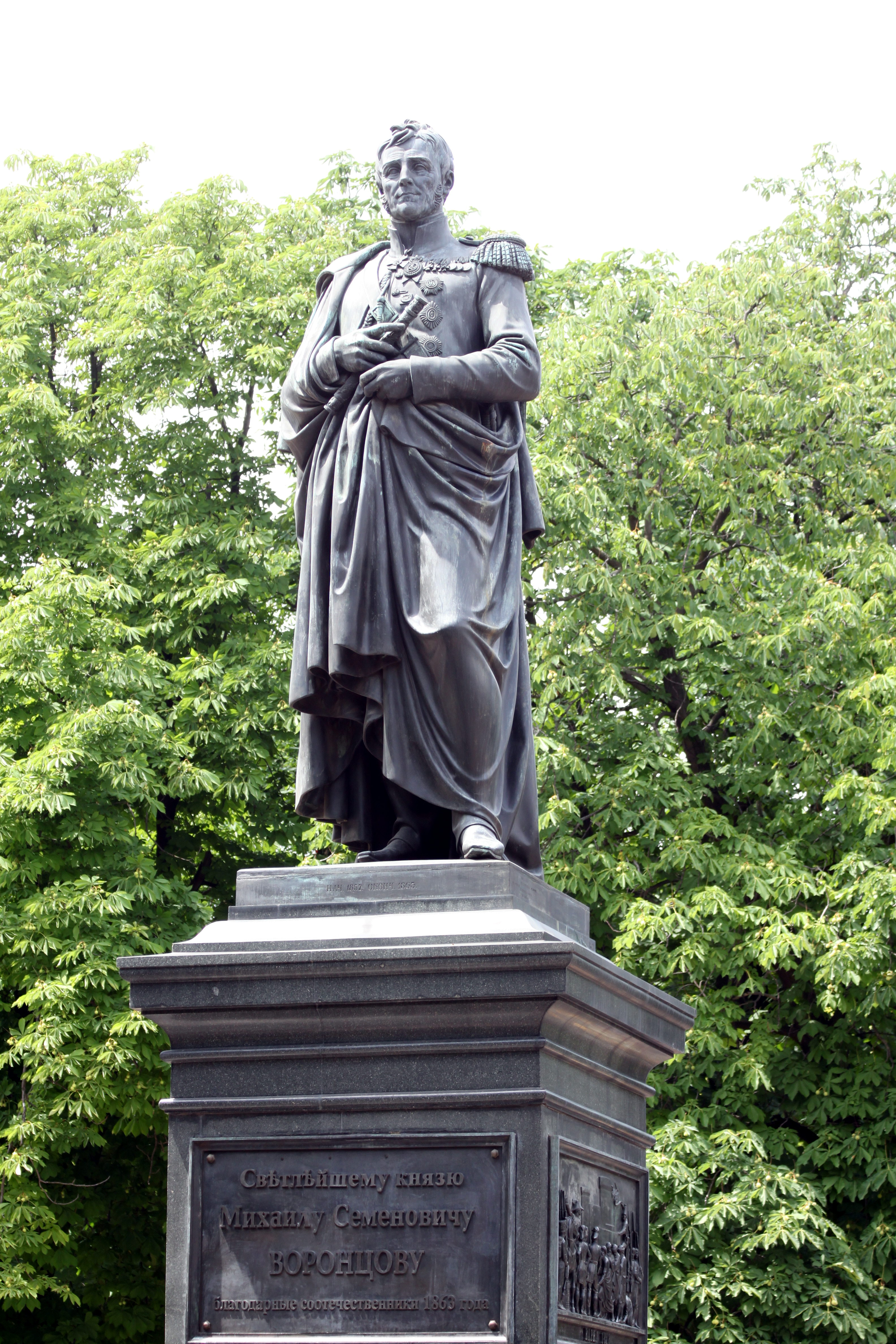
Пам'ятник князю Воронцову, Одеса
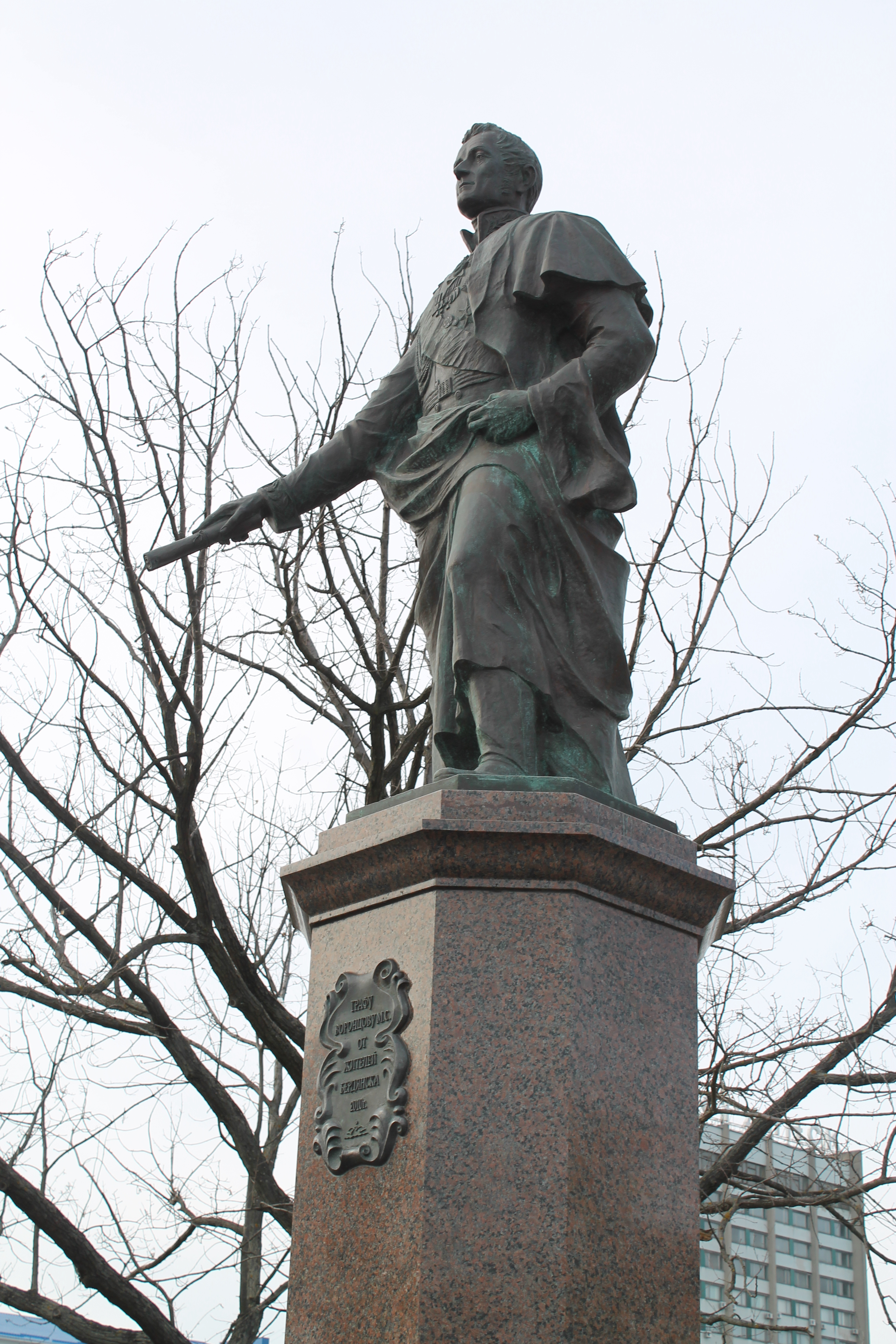
Пам'ятник Михайлу Воронцову у Бердянську